# E-kunankuga

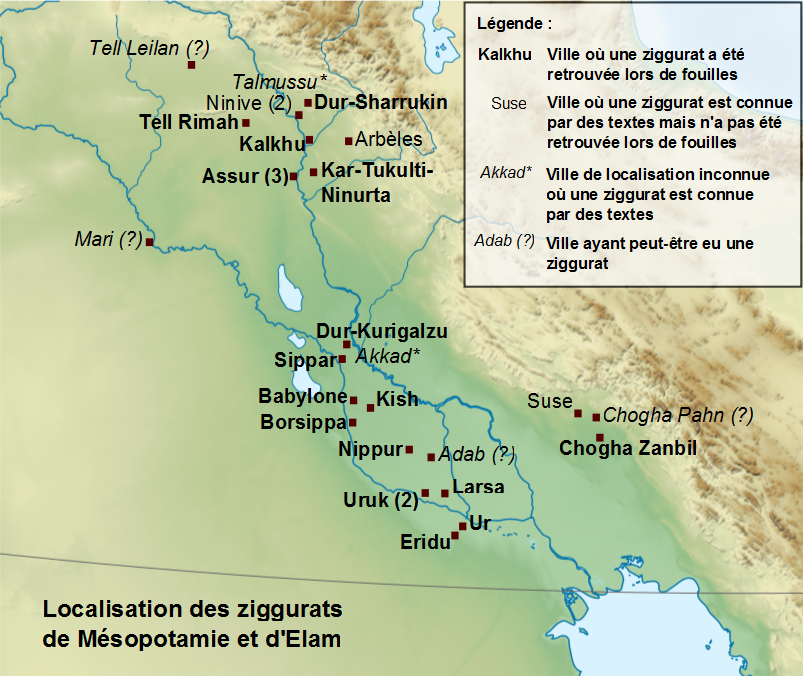
Mapa Mezopotamii i Elamu z zaznaczoną lokalizacją znanych zigguratów.

E-kunankuga (sum. é.kun4.an.kù.ga, tłum. „Dom -  nieskalane schody do niebios”) – ceremonialna nazwa ziguratu boga Szamasza w mieście Sippar.
Ze źródeł pisanych wiadomo, iż prace budowlane przy tym ziguracie prowadzili babilońscy królowie, tacy jak Samsu-iluna, Ammi-saduqa, Neriglissar i Nabonid.